# Microgaster glabrior
Microgaster glabrior är en stekelart som först beskrevs av Alexeev 1971.  Microgaster glabrior ingår i släktet Microgaster och familjen bracksteklar. Inga underarter finns listade i Catalogue of Life.